# Платёжное поручение в России
Платёжное поручение — распоряжение владельца счёта (плательщика) обслуживающему его банку, оформленное расчётным документом, перевести определённую денежную сумму на счёт получателя средств.

## Платёжное поручение в России
К лицам, не имеющим счёта, по п. 2 ст. 863 ГК РФ применяются те же правила, что и к владельцам счёта. Платёжные поручения могут быть в бумажном и электронном виде (например, в системе клиент-банк).
В соответствии с п. 2.6 Положения ЦБ РФ «О порядке осуществления безналичных расчётов физическими лицами в РФ», на основании заявления физического лица может быть сформировано заявление на периодическое перечисление денежных средств банком (см. Долгосрочное платёжное поручение).
Обычно платёжное поручение составляется в четырёх экземплярах:
- 1-й экземпляр используется в банке плательщика для списания средств со счёта плательщика и остаётся в документах для банка;
- 2-й и 3-й экземпляры платёжного поручения отсылаются в банк получателя платежа; при этом 2-й экземпляр служит основанием для зачисления средств на счёт получателя и остаётся в документах для этого банка, а 3-й экземпляр прилагается к выписке из счёта получателя как основание для подтверждения банковской проводки;
- 4-й экземпляр возвращается плательщику со штампом банка в качестве расписки о приёме платежного поручения к исполнению.

Платёжные поручения принимаются банком независимо от наличия денежных средств на счёте плательщика, но исполняются только при наличии достаточных средств на нём.
Общие положения о расчётах платёжными поручениями определены статьёй 863 ГК РФ.
Платёжное поручение исполняется банком в срок, предусмотренный законодательством, или в более короткий срок, установленный договором банковского счёта либо определяемый применяемыми в банковской практике обычаями делового оборота.
Платёжными поручениями может производиться перечисление денежных средств:
- за поставленные товары, выполненные работы, оказанные услуги, для предварительной оплаты товаров, работ, услуг, или для осуществления периодических платежей;
- в бюджеты всех уровней и во внебюджетные фонды;
- в целях возврата/размещения кредитов (займов)/депозитов и уплаты процентов по ним;
- в других целях, предусмотренных законодательством или договором.

Общий срок осуществления безналичных расчётов не должен превышать:
- два операционных дня в пределах территории субъекта РФ;
- пять операционных дней в пределах территории РФ.

Платёжное поручение составляется на бланке — форма 0401060.
После проверки банковским работником правильности заполнения и оформления платёжных поручений на всех экземплярах (кроме последнего), принятых к исполнению платёжных поручений, в поле «Поступление в банк плат» ответственный исполнитель банка проставляет дату поступления в банк платёжного поручения.
Последний экземпляр платёжного поручения, в котором в поле «Отметки банка» проставляются штамп банка, дата приёма платёжного поручения и подпись ответственного исполнителя. Банк, принявший платёжное поручение плательщика, обязан перечислить указанную денежную сумму банку получателя средств для её начисления на счёт лица, указанного в поручении. При необходимости банк имеет право привлекать и другие банки для выполнения операций по перечислению денежных средств на счёт, указанный в поручении клиента. Банк обязан по требованию плательщика проинформировать его об исполнении поручения.
В случае отсутствия или недостаточности денежных средств на счёте плательщика, а также если договором банковского счёта не определены условия оплаты расчётных документов сверх имеющихся на счёте денежных средств, платёжные поручения помещаются в картотеку «Расчётные документы, не оплаченные в срок». При этом на лицевой стороне в правом верхнем углу всех экземпляров платёжного поручения проставляется отметка в произвольной форме о помещении в картотеку с указанием даты. Оплата платёжных поручений производится по мере поступления средств в очерёдности, установленной законодательством.
Допускается частичная оплата платёжных поручений из картотеки с помощью внебалансового счёта «Расчётные документы, не оплаченные в срок». При частичной оплате платёжного поручения банком используется платёжный ордер (форма 0401066). На лицевой стороне частично оплачиваемого платёжного поручения в верхнем правом углу делается отметка «Частичная оплата». Запись о частичном платеже (порядковый номер, номер и дата платёжного ордера, сумма частичного платежа, сумма остатка, подпись) выполняется ответственным исполнителем банка на оборотной стороне платёжного поручения.
При частичной оплате по платёжному поручению первый экземпляр платёжного ордера, которым произведена оплата, помещается в документы дня банка, последний экземпляр платёжного ордера служит приложением к выписке из лицевого счёта плательщика. При осуществлении последней частичной оплаты по платёжному поручению первый экземпляр платёжного ордера, которым был произведён этот платёж, вместе с первым экземпляром оплачиваемого платёжного поручения помещается в документы дня. Оставшиеся экземпляры платёжного поручения выдаются клиенту одновременно с последним экземпляром платёжного ордера, прилагаемым к выписке с лицевого счёта.
При оплате платёжного поручения на всех экземплярах расчётного документа в поле «Списано со счёта плательщика» проставляется дата списания денежных средств со счёта плательщика (при частичной оплате — дата последнего платежа), а в поле «Отметки банка» проставляются штамп банка и подпись ответственного исполнителя.
Банк обязан информировать плательщика по его требованию об исполнении платёжного поручения не позже следующего рабочего дня после обращения плательщика в банк, если иной срок не предусмотрен договором банковского счёта.
Платёжное поручение регистрируется в журнале регистрации платёжных поручений. При этом ему присваивается порядковый номер, который и указывается в соответствующем поле бланка платёжного поручения. Форма журнала регистрации платёжных поручений нормативно не утверждена, поэтому может быть разработана организацией самостоятельно. Целесообразно отражать следующие данные:
- номер по порядку;
- дату выписки платёжного поручения;
- наименование получателя платежа;
- назначение платежа;
- сумму платежа.